# Euprosthenops pavesii
Espèce
Euprosthenops pavesii est une espèce d'araignées aranéomorphes de la famille des Pisauridae.

## Distribution
Cette espèce se rencontre en Afrique de l'Est et en Afrique centrale.

## Description
La femelle holotype mesure 21 mm.

## Étymologie
Cette espèce est nommée en l'honneur de Pietro Pavesi.

## Publication originale
- Lessert, 1928 : Araignées du Congo recueillies au cours de l'expédition par l'American Museum (1909-1915). Deuxième partie. Revue suisse de Zoologie, vol. 35, p. 303-352 (texte intégral).